# هيلموت هربرت هرمان ريكس
هيلموت هربرت هرمان ريكس (بالإنجليزية: Helmut Herbert Hermann Rex)‏ هو أستاذ جامعي نيوزيلندي، ولد في 1913 في بوتسدام في ألمانيا، وتوفي في 1967.